# 馮珊
馮珊（1524年—？），字仲鳴，號西坡，直隸真定府藳城縣人，明朝政治人物。

## 生平
嘉靖三十一年（1552年）壬子科順天府鄉試第四十五名舉人。嘉靖三十八年（1559年）中式己未科會試第二百四十九名，三甲第一百八十六名進士。此後，擔任長洲縣知縣。

## 家族
曾祖馮選；祖父馮世隆；父馮守之。前母王氏；母張氏。慈侍下。兄玶。弟渠、瑚、琚。